# آي كيزونا
آي كيزونا (باليابانية: キズナアイ) شخصية خيالية وآيدول يابانية تملك قناتين على اليوتيوب اسم الأولى (A.I.Channel) واسم الثانية (A.I.Games)، أول ظهور لها كان في شهر تشرين الثاني 2016 على اليوتيوب. ثم ظهرت على موقع نيكو نيكو دوغا، واكتسب شهرة واسعة في اليابان وكوريا الجنوبية.
يتم تسجيل الفيديوات في اليابان من خلال تقنية التقاط تعابير الوجة وبأستخدام برنامج ميكو ميكو دانس للرسوم ثلاثية الابعاد، لكن لم يتم الكشف عن هوية مؤدية الصوت حتى الآن.
وبالرغم من انها شخصية خيالية الا انها تملك حساب على تويتر وانستغرام، وشاركت في معرض (AnimeJapan) في عام 2017.

## وصلات خارجية
- آي كيزونا على موقع IMDb (الإنجليزية)
- آي كيزونا على موقع ميوزك برينز (الإنجليزية)
- آي كيزونا على موقع ديسكوغز (الإنجليزية)
- آي كيزونا على موقع قاعدة بيانات الفيلم (الإنجليزية)
- آي كيزونا على موقع ANN person (الإنجليزية)